# Ancita parantennata
Ancita parantennata är en skalbaggsart som beskrevs av Stefan von Breuning 1970. Ancita parantennata ingår i släktet Ancita och familjen långhorningar. Inga underarter finns listade i Catalogue of Life.